# Lolita Séchan
Lolita Séchan, nascuda el 9 d'agost de 1980 a París, és una escriptora francesa, autora especialment de contes infantils i de guions de còmics.

## Biografia
És filla del cantant autor-compositor-intèrpret Renaud i de Dominique Quilichini (ex-esposa de Gérard Lanvin). Renaud li ha dedicat diverses cançons, com Morgane de toi,, Mistral gagnant i L.O.L.I.T.A.
Lolita Séchan va fer estudis humanístics a Montreal durant tres anys.
Escriu llibres per a nens i ha estat ajudant a rodatges, com el del clip Doctor Renaud, Mister Renard o la pel·lícula Wanted (Crim Spree), en què ha participat el seu pare.

### Vida privada
El 31 de juliol del 2009, es casà amb el cantant autor-compositor-intèrpret francès Renan Luce, amb qui va tenir una filla anomenada Héloïse el 3 d'agost del 2011. La parella se separà l'any 2016.

## Publicacions
- Les Cendres de maman. Les 400 Coups, 2006. ISBN 2-89540268-X.[5]
- Todo loco - Todo loco. Les 400 Coups, 2009 (Mécanique générale). ISBN 2-92282743-7.
- Marshmalone. Helium, 2010. ISBN 978-2-35851036-3.,[6][7]
- Les Bromes de Sapa, Delcourt, 2016
- Una escapada de Bartok Biloba, Actes Sud, 2018
- Tout le monde devrait rester tranquille près d'un petit ruisseau et écouter, Actes Sud, 2018

## Premis i distincions
- 2008 : Miss Space.॥॥[8]
- 2017 : Finalista del Preu de la BD Fnac[9] per a les Brumes de Sapa